# Нова Весь (гміна Вельґе)
Нова Весь (пол. Nowa Wieś) — село в Польщі, у гміні Вельґе Ліпновського повіту Куявсько-Поморського воєводства.
Населення — 628 осіб (2011).
У 1975-1998 роках село належало до Влоцлавського воєводства.

## Демографія
Демографічна структура станом на 31 березня 2011 року:
|          | Загалом | Допрацездатний вік | Працездатний вік | Постпрацездатний вік |
| -------- | ------- | ------------------ | ---------------- | -------------------- |
| Чоловіки | 284     | 59                 | 207              | 18                   |
| Жінки    | 344     | 54                 | 224              | 66                   |
| Разом    | 628     | 113                | 431              | 84                   |